# Mariana Derderián
Mariana Sirvat Derderián Espinoza est une actrice et animatrice de télévision vénézuélienne naturalisée chilienne, née à Caracas (Venezuela) le 15 janvier 1980. 

## Filmographie

### Cinéma
- 2007 : Malta con Huevo - Mónica (Mónique)

### Télévision

#### Émissions
- 2008 : El baile en TVN (TVN) : Concoursant
- 2008 : Rojo, El valor del talento (TVN) : Coanimatrice
- 2010 : La Liga (Mega) : Animatrice
- 2011 : Salas de juego (Mega) : Animatrice (avec Álvaro Salas)
- 2013 : Mundos opuestos 2 (Canal 13) : Animatrice de paradise

#### Téléséries
- 2007 : El día menos pensado  (TVN) : Valentina (Épisode: "El cuadro")
- 2009 : Mi bella genio (TVN) : Jeannie

#### Télénovelas
- 2005 : Brujas (Canal 13) : Macarena Altamirano
- 2005 : Gatas y tuercas (Canal 13) : Carolina "Caco" Ulloa
- 2006 : Floribella (TVN) : Florencia González "Flor/Floribella/Floricienta"
- 2007 : Amor por accidente (TVN) : Britney Urrutia
- 2009 : Los ángeles de Estela (TVN) : Alejandra Andrade
- 2011 : Décibel 110 (Mega) : Clara Ríos
- 2014 : Mamá mechona (Canal 13)
- 2014-2015 : La Chúcara (TVN)